# Croixanvec
Croixanvec (bret. Kroeshañveg) – miejscowość i gmina we Francji, w regionie Bretania, w departamencie Morbihan.
Według danych na rok 1990 gminę zamieszkiwały 154 osoby, a gęstość zaludnienia wynosiła 25 osób/km² (wśród 1269 gmin Bretanii Croixanvec plasuje się na 1011. miejscu pod względem liczby ludności, natomiast pod względem powierzchni na miejscu 983.).